# Sanktuarium Wniebowzięcia Najświętszej Maryi Panny w Rzeszowie
Kościół pw. Wniebowzięcia Najświętszej Maryi Panny (Do 1946 roku Cerkiew Greckokatolicka) – katolickie sanktuarium obrządku łacińskiego w Rzeszowie na Zalesiu.
Przedmiotem kultu jest obraz namalowany przez nieznanego artystę, najprawdopodobniej w XVIII wieku. Na obrazie jest ukazana Maryja z Dzieciątkiem w charakterystycznym dla ikony stylu. Na odwrocie obrazu widnieje napis: Twojej miłości polecamy się Bogarodzico Dziewico. Świątynia była wybudowana jako cerkiew greckokatolicka w 1889 roku na miejscu wcześniejszych drewnianych cerkwi prawosławnych (a następnie greckokatolickich) istniejących w Zalesiu zapewne od XV w. lub wcześniej. Po drugiej wojnie światowej większość rodzin tego wyznania przesiedlono w okolice Lwowa. W 1975 roku proboszcz Józef Sowiński, dostosował świątynię do obrządku łacińskiego.